# Lenguas khásicas
Las lenguas khásicas o jásicas son una rama de las lenguas austroasiáticas habladas en el noreste del estado indio de Meghalaya y las regiones adyacentes de Bangladés.

## Lenguas de la familia
La rama khásica consisten en las siguientes lenguas:
- Khasi
- Pnar: posiblemente la lengua más conservadora y por tanto más cercan aal proto-khasi.
- War: dialecto meridional que no muestra oposición de cantidad vocálica
- Amwi
- Bhoi
- Lyngngam: Hablantes que previamente habían hablado garo pero adoptaron una variedad khásica.

Paul Sidwell (2011) ha conjeturado que el grupo palaung, sería el grupo más cercano y conjetura una rama filogenética denominada khasi-palaung.

## Comparación léxica
Los numerales comparados de diferentes lenguas khásicas son:
| GLOSA | Khasi    | Lyngngam | Pnar      | War      | PROTO- KHÁSICO |
| ----- | -------- | -------- | --------- | -------- | -------------- |
| 1     | wej / ʃi | wə / tʃə | wiː / tʃi | miː / ʃi | *mwej/ tʃi     |
| 2     | ʔaːr     | ʔar      | ʔaːr      | ʔər      | *ʔaːr          |
| 3     | laːj     | laj      | lɛː       | laj      | *laj           |
| 4     | saːo     | saːo     | sɔː       | reːa     | *saːo          |
| 5     | san      | san      | san       | ran      | *san           |
| 6     | hnriːu   | hərəː    | hnru      | tʰroːu   | *              |
| 7     | hnɲeu    | hɲu      | hnɲaːo    | hntʰlaː  | *              |
| 8     | pʰra     | pʰraː    | pʰraː     | hmpʔə̃    | *pʰraː         |
| 9     | kʰndaj   | kʰndaj   | kʰndeː    | hnʃʔaː   | *kʰndaj        |
| 10    | ʃi pʰeːu | ʧə pʰuː  | ʧi pʰaːo  | ʃi pʰuːa | *ʧi pʰaːu      |

### Enlaces exteriores
- Ethnologue report for Khasian

- Datos: Q3073734